# Liste der Bodendenkmale in An der Schmücke
In der Liste der Bodendenkmale in An der Schmücke sind alle Bodendenkmale der Gemeinde An der Schmücke und ihrer Ortsteile aufgelistet. Grundlage ist die Auflistung von Erhard Schröter aus dem Jahr 1986 und die Datenbank herausragender archäologischer Denkmale des Thüringisches Landesamtes für Denkmalpflege und Archäologie. Die Baudenkmale sind in der Liste der Kulturdenkmale in An der Schmücke aufgeführt.
| Denkmal-ID | Fundart      | Ortsteil    | Bezeichnung                    | Zeitstellung                                 | Lage                                                | Bemerkungen                                          | Bild |
| ---------- | ------------ | ----------- | ------------------------------ | -------------------------------------------- | --------------------------------------------------- | ---------------------------------------------------- | ---- |
| ?          | Burganlage   | Gorsleben   | Gipfelburg                     | Mittelalter                                  | 3 km südöstlich des Orts, Höhe 232 auf der Schmücke |                                                      |      |
| ?          | Grabhügel    | Gorsleben   | Hügelgräber, ca. 5             | Neolithikum                                  | 2,8 km südöstlich des Orts, auf der Schmücke        |                                                      |      |
| ?          | Burganlage   | Hauteroda   | Spornburg „Teufelsburg“        | unbestimmt                                   | 2,5 km nordöstlich des Orts, auf der Hohen Schrecke |                                                      |      |
| ?          | Steindenkmal | Hauteroda   | Steinkreuz                     | Mittelalter, Neuzeit                         | Im Ort                                              |                                                      |      |
| ?          | Steindenkmal | Heldrungen  | Steinkreuz Schreiberskreuz     | Mittelalter, Neuzeit                         | Bahnhofstraße                                       |                                                      |      |
| ?          | Burganlage   | Heldrungen  | Wasserburg                     | Mittelalter, Neuzeit                         | Im Ort                                              |                                                      |      |
| ?          | Kultstätte   | Hemleben    | Segelsberg Heiligtum?          | unbestimmt                                   | 1 km südlich des Orts                               | Bei Schröter als mittelalterliche Gipfelburg geführt |      |
| ?          | Steindenkmal | Hemleben    | Steinkreuz                     | Mittelalter, Neuzeit                         | Östlicher Ortsrand                                  | Schwertzeichnung                                     |      |
| ?          | Steindenkmal | Hemleben    | Kreuzstein                     |                                              | 0,4 km südlich des Orts, Weg nach Schillingstedt    |                                                      |      |
| ?          | Grabhügel    | Oldisleben  | Hügelgräber im Hagen           | Neolithikum, Bronzezeit, Römische Kaiserzeit | 0,5 km südwestlich des Orts                         | Knapp 30 kleinere Hügel                              |      |
| ?          | Burganlage   | Sachsenburg | Hakenburg (Untere Sachsenburg) | Mittelalter, Neuzeit                         | Westlich des Orts, auf dem Wächterberg              |                                                      |      |
| ?          | Burganlage   | Sachsenburg | Obere Sachsenburg              | Mittelalter, Neuzeit                         | Westlich des Orts, auf dem Gipfel des Wächterbergs  |                                                      |      |
| ?          | Grabhügel    | Sachsenburg | Hügelgräber an der Stunze      | Bronzezeit                                   | 4,5 km nordwestlich des Orts                        | Gruppe von ca. 8 Hügeln                              |      |
| ?          | Grabhügel    | Sachsenburg | Hügelgräber „Sieben Hügel“     | Bronzezeit                                   | 1,2 km nordwestlich des Orts                        | Gruppe von 6 Hügeln                                  |      |